# كعيكة (القفر)

تعديل مصدري - تعديل

كعيكة محلة تابعة لقرية الغربي، التابعة لعزلة بني ساوي بمديرية القفر إحدى مديريات محافظة إب في الجمهورية اليمنية، بلغ تعداد سكانها 39 حسب تعداد اليمن لعام 2004.